# 荔非世雄
荔非世雄（?—?），安定郡（郡治安定县，今甘肃省泾川县）人，隋末民变陇西起义领袖。
隋炀帝大业十二年（616年）九月初九壬戌日，安定郡人荔非世雄据临泾县（今甘肃省镇原县）聚众，杀临泾县令，自称将军。当时安定郡下辖安定县、临泾县、华亭县（今甘肃省华亭市）、阴槃县（今甘肃省平凉市东南四十里铺）、良原县（今甘肃省灵台县西北梁原乡）、朝那县（今甘肃省灵台县西北朝那镇）、鹑觚县（今甘肃省灵台县）。